# Aspergillomarasmina A
L'aspergillomarasmina A è un poliamminoacido prodotto naturalmente dalla muffa Aspergillus versicolor. È stato riportato che la sostanza inibisce due proteine carbapenemasi resistenti agli antibiotici, la New Delhi metallo-beta-lattamasi 1 (NDM-1) e la Verona integron-codificata metallo-beta-lattamasi (VIM-2), e rende i relativi batteri suscettibili agli antibiotici.
L'aspergillomarasmina A è tossica per le foglie dell'orzo e di altre piante, ed è chiamata "tossina C" quando prodotta da Pyrenophora teres.
La molecola è un acido tetracarbossilico con quattro gruppi -COOH. Una sezione della molecola è l'amminoacido acido aspartico. Quest'ultimo ha due molecole di alanina attaccate in sostituzione di un idrogeno sul gruppo metilico con un legame al gruppo amminico. L'aspergillomarasmina B differisce in quanto l'ultima alanina è sostituita dalla glicina.
La sostanza cristallina fu isolata per la prima volta nel 1956, ma il nome le fu assegnato solo nel 1965.
Oltre all'Aspergillus versicolor, l'aspergillomarasmina A è prodotta anche dall'ascomicete Pyrenophora teres, dove agisce come tossina nella malattia della maculatura reticolata dell'orzo. Nel P. teres, un precursore biosintetico dell'aspergillomarasmina A, è stato isolato anche l'acido L,L-N-(2-ammino-2-carbossietil)-aspartico, che contribuisce alle proprietà fitotossiche di questo microbo. Questo precursore, l'aspergillomarasmina A stessa e una forma del lattame (anidroaspergillomarasmina A) sono chiamati collettivamente marasmine.
Altri produttori di aspergillomarasmina A sono: Aspergillus flavus, Aspergillus oryzae, Colletotrichum gloeosporioides e Fusarium oxysporum.
Nei topi la dose tossica DL50 di aspergillomarasmina A è di 159,8 mg/kg.

## Proprietà
L'aspergillomarasmina A si presenta sotto forma di cristalli incolori. La sostanza chimica è insolubile nei comuni solventi organici, ma può dissolversi in acqua in condizioni sia basiche che fortemente acide.
L'anidroaspergillomarasmina A, un lattame dell'aspergillomarasmina A, chimicamente chiamato [1-(2-ammino-2-carbossietil)-6-carbossi-3-carbossimetil-3-piperazinone], si trova anche nella Pyrenophora teres. La quantità relativa di queste due tossine dipende dal pH del terreno di coltura: un pH più basso che favorisce la forma lattamica. Il lattame può essere idrolizzato in aspergillomarasmina A, trattandolo con acido trifluoroacetico.
L'aspergillomarasmina A funziona come agente chelante, che sequestra gli ioni Fe3+. Può inibire gli enzimi di conversione dell'endotelina anche nel ratto vivo, probabilmente chelando i metalli richiesti dalle metalloproteasi.
Se riscaldata, l'aspergillomarasmina A si decompone tra i 225° e i 236 °C. L'idrolisi produce L-acido aspartico e acido 2,3-diamminopropionico racemico. Anche se il componente precursore è chirale, l'acido 2,3-diamminopropionico si racemizza facilmente in ambiente acido.
Reagendo con l'acido nitroso, l'aspergillomarasmina A viene deaminata per produrre isoserina con acido aspartico.
La titolazione rivela cambiamenti nella ionizzazione a pK 3,5 e 4,5 dovuti ai gruppi carbossilici, e a pK 9,5 e 10 dovuti ai gruppi amminici.
L'aspergillomarasmina A ha [α]20°D a pH 7 di -48°.
Se trattata con ninidrina, mostra un colore viola.